# روبرت هيريك (روائي)
روبرت هيريك (بالإنجليزية: Robert Herrick) (21 أبريل 1868، كامبريدج في الولايات المتحدة - 23 ديسمبر 1938، شارلوت أمالي في الولايات المتحدة)؛ مؤلف، كاتب، أستاذ جامعي وروائي أمريكي.

## روابط خارجية
- روبرت هيريك على موقع قاعدة بيانات برودواي على الإنترنت (الإنجليزية)